# Aimone III di Ginevra
Aimone (Aimón in spagnolo, Aymon in francese, in tedesco e in inglese; 1335 circa – 31 agosto 1367) fu conte di Ginevra per circa otto mesi nel 1367.

## Origine
Secondo Le Grand dictionnaire historique, Volume 5, Aimone era il figlio primogenito del Conte di Ginevra, Amedeo III e della moglie, Matilde o Mahaut d'Auvergne) ( † dopo il 1396), che, sia secondo Le Grand dictionnaire historique, Volume 5, che secondo la Histoire généalogique de la maison d'Auvergne, era figlia del conte d'Alvernia e di Boulogne Roberto VII e della sua seconda moglie, Maria di Dampierre o di Fiandra. 

Secondo Le Grand dictionnaire historique, Volume 5, Amedeo III di Ginevra era figlio del Conte di Ginevra, Guglielmo III e della moglie, Agnese, che, come confermano sia Le Grand dictionnaire historique, Volume 5, che lo storico francese, Samuel Guichenon, nel suo Histoire généalogique de la royale maison de Savoie, era la figlia di Amedeo V, Conte di Savoia, d'Aosta e di Moriana, e della sua prima moglie, Sibilla o Simona di Baugé, che sempre secondo la Samuel Guichenon era l'unica figlia del signore di Baugé e della Bresse, Guido II di Baugé.

## Biografia
Aimone era coetaneo del Conte di Savoia e Conte d'Aosta e Moriana, Amedeo VI di Savoia, e si frequentarono durante il periodo che suo padre, Amedeo III, era reggente della contea di Savoia, dal 1343 al 1348. 

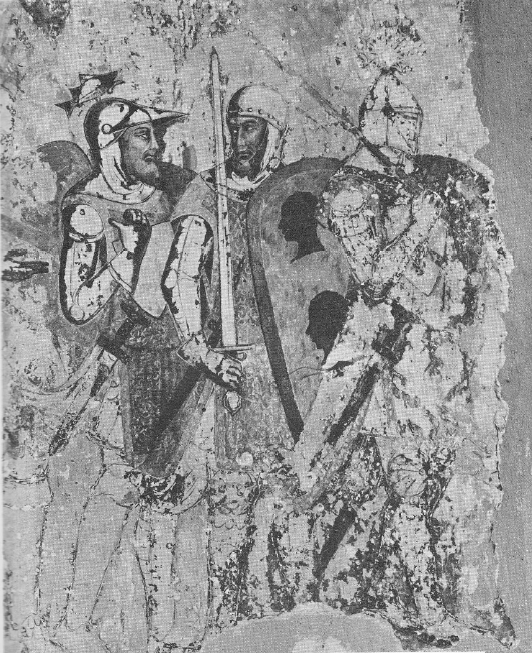
Crociati Savoyardi. Il primo a destra dovrebbe essere Aimone III

Aimone fu a fianco di Amedeo VI, nel periodo che il conte di Savoia espanse i suoi domini in Piemonte, come narra Samuel Guichenon.
Amedeo VI di Savoia è stato il fondatore della più alta onorificenza sabauda, tra le più prestigiose e antiche al mondo: l'Ordine Supremo della Santissima Annunziata, e, nel gennaio 1364, Aimone assieme al padre, Amedeo III, fu nominato cavaliere del neocostituito Ordine del Collare.
Sebbene la costituzione dell'Ordine fosse connessa all'avvio della crociata di Amedeo VI, Amedeo III non si unì ai crociati. Egli inviò al suo posto il figlio maggiore Aimone che morì pochi mesi dopo che i crociati erano partiti, lasciando ritenere che al momento della partenza della crociata egli fosse in cattive condizioni di salute.
Aimone succedette al padre, Amedeo III, come Aimone III, conte di Ginevra, nel gennaio del 1367; secondo Samuel Guichenon, in quel periodo, Aimone III, al seguito di Amedeo VI, di Savoia era in oriente, dove prese parte alla conquista di Gallipoli (Riconquista di Gallipoli) e dopo essere rientrati a Costantinopoli, nel mese di maggio di quello stesso anno, presero la via del ritorno.
Non si conosce il luogo esatto della morte di Aimone III, morì verso la fine di agosto del 1367, pare nei pressi di Pavia.

Gli succedette il fratello il secondogenito, Amedeo, come Amedeo IV.

## Discendenza
Aimone III non prese moglie e non ebbe discendenza legittima. 
Da un'amante di cui non si conoscono né il nome né gli ascendenti ebbe due figli illegittimi.

## Ascendenza
|                                          |                                         |                                                    | Genitori                                                |  |  | Nonni |  |  | Bisnonni                    |  |  | Trisnonni                 |  |
|                                          |                                         |                                                    |                                                         |  |  |       |  |  | Amedeo II, conte di Ginevra |  |  | Rodolfo, conte di Ginevra |  |
|                                          |                                         |                                                    |                                                         |  |  |       |  |  | Amedeo II, conte di Ginevra |  |  | Rodolfo, conte di Ginevra |  |
|                                          |                                         | Maria de la Tour du Pin                            |                                                         |  |  |       |  |  | Amedeo II, conte di Ginevra |  |  |                           |  |
| Guglielmo III, conte di Ginevra          |                                         |                                                    |                                                         |  |  |       |  |  | Amedeo II, conte di Ginevra |  |  |                           |  |
|                                          |                                         | Agnese di Chalon                                   | Giovanni I, conte di Chalon ed Auxonne                  |  |  |       |  |  |                             |  |  |                           |  |
|                                          |                                         | Agnese di Chalon                                   | Giovanni I, conte di Chalon ed Auxonne                  |  |  |       |  |  |                             |  |  |                           |  |
|                                          |                                         | Agnese di Chalon                                   | Laura di Commercy                                       |  |  |       |  |  |                             |  |  |                           |  |
| Amedeo III, conte di Ginevra             |                                         | Agnese di Chalon                                   |                                                         |  |  |       |  |  |                             |  |  |                           |  |
|                                          |                                         | Amedeo V, conte di Savoia                          | Tommaso II, conte di Savoia                             |  |  |       |  |  |                             |  |  |                           |  |
|                                          |                                         | Amedeo V, conte di Savoia                          | Tommaso II, conte di Savoia                             |  |  |       |  |  |                             |  |  |                           |  |
|                                          |                                         | Amedeo V, conte di Savoia                          | Beatrice Fieschi                                        |  |  |       |  |  |                             |  |  |                           |  |
| Agnese di Savoia                         |                                         | Amedeo V, conte di Savoia                          |                                                         |  |  |       |  |  |                             |  |  |                           |  |
|                                          |                                         | Sibilla, signora di Baugé e Bresse                 | Guido II, signore di Baugé e Bresse                     |  |  |       |  |  |                             |  |  |                           |  |
|                                          |                                         | Sibilla, signora di Baugé e Bresse                 | Guido II, signore di Baugé e Bresse                     |  |  |       |  |  |                             |  |  |                           |  |
|                                          |                                         | Sibilla, signora di Baugé e Bresse                 | Delfina di Saint-Bonnet                                 |  |  |       |  |  |                             |  |  |                           |  |
| Aimone III, conte di Ginevra             |                                         | Sibilla, signora di Baugé e Bresse                 |                                                         |  |  |       |  |  |                             |  |  |                           |  |
|                                          | Roberto VI, conte d'Alvernia e Boulogne | Roberto V, conte d'Alvernia e Boulogne             |                                                         |  |  |       |  |  |                             |  |  |                           |  |
|                                          | Roberto VI, conte d'Alvernia e Boulogne | Roberto V, conte d'Alvernia e Boulogne             |                                                         |  |  |       |  |  |                             |  |  |                           |  |
|                                          | Roberto VI, conte d'Alvernia e Boulogne | Eleonora di Baffie, signora d'Ambert               |                                                         |  |  |       |  |  |                             |  |  |                           |  |
| Roberto VII, conte d'Alvernia e Boulogne | Roberto VI, conte d'Alvernia e Boulogne |                                                    |                                                         |  |  |       |  |  |                             |  |  |                           |  |
|                                          |                                         | Beatrice, signora di Montgascon                    | Falcone III, signore di Montgascon                      |  |  |       |  |  |                             |  |  |                           |  |
|                                          |                                         | Beatrice, signora di Montgascon                    | Falcone III, signore di Montgascon                      |  |  |       |  |  |                             |  |  |                           |  |
|                                          |                                         | Beatrice, signora di Montgascon                    | Isabella di Ventadour, signora di Marjaride e Montredon |  |  |       |  |  |                             |  |  |                           |  |
| Matilde d'Alvernia e Boulogne            |                                         | Beatrice, signora di Montgascon                    |                                                         |  |  |       |  |  |                             |  |  |                           |  |
|                                          |                                         | Guglielmo di Dampierre, signore di Termonde        | Guido di Dampierre, conte di Fiandra                    |  |  |       |  |  |                             |  |  |                           |  |
|                                          |                                         | Guglielmo di Dampierre, signore di Termonde        | Guido di Dampierre, conte di Fiandra                    |  |  |       |  |  |                             |  |  |                           |  |
|                                          |                                         | Guglielmo di Dampierre, signore di Termonde        | Matilde di Béthune                                      |  |  |       |  |  |                             |  |  |                           |  |
| Maria di Dampierre                       |                                         | Guglielmo di Dampierre, signore di Termonde        |                                                         |  |  |       |  |  |                             |  |  |                           |  |
|                                          |                                         | Alice di Clermont-Nesle, viscontessa di Châteaudun | Raoul II di Clermont-Nesle, signore di Nesle            |  |  |       |  |  |                             |  |  |                           |  |
|                                          |                                         | Alice di Clermont-Nesle, viscontessa di Châteaudun | Raoul II di Clermont-Nesle, signore di Nesle            |  |  |       |  |  |                             |  |  |                           |  |
|                                          |                                         | Alice di Clermont-Nesle, viscontessa di Châteaudun | Alice di Dreux-Beu, viscontessa di Châteaudun           |  |  |       |  |  |                             |  |  |                           |  |
|                                          |                                         | Alice di Clermont-Nesle, viscontessa di Châteaudun |                                                         |  |  |       |  |  |                             |  |  |                           |  |

### Fonti primarie
- (LA, FR)  Histoire généalogique de la maison d'Auvergne.
- (LA, FR)  Preuves de l'Histoire généalogique de la royale maison de Savoie, justifiée par titres, ..par Guichenon, Samuel.

### Letteratura storiografica
- (FR)  Le Grand dictionnaire historique, Volume 5.